# Das hab ich von Papa gelernt
Das hab ich von Papa gelernt ist eine deutsch-österreichische Verwechslungskomödie von Axel von Ambesser aus dem Jahr 1964. Es war der letzte Film, in dem Willy Fritsch auftrat.

## Handlung
Andreas Andermann hat es nicht leicht: Sein Vater Clemens ist ein berühmter Schauspieler und inzwischen Fabrikant, der sich vor vielen Jahren zur Ruhe gesetzt hat und seinen einzigen Sohn nun als Leiter seiner Andermann-Delt-Werke sehen will – Clemens hatte all sein Vermögen in diese Kunststofffabrik gesteckt und sie so vor dem Konkurs gerettet. Andreas wiederum studiert schon seit geraumer Zeit Chemie im Städtchen Freilangen – so glaubt Clemens. In Wirklichkeit hat Andreas kurz nach der Immatrikulation sein Studium schon wieder beendet und unter dem Namen Thomas Anders am Theater der Kleinstadt als Schauspieler angefangen. Außer seinem besten Freund Oskar Werner „O. W.“ Vischer und seiner früheren Kommilitonin Christa Seebald weiß niemand in Freilangen um seine Identität.
Um die Andermann-Delt-Werke jedoch steht es nicht gut und so plant der besorgte Teilhaber Sebastian Delt, möglichst schnell die Verlobung von Andreas und dessen reicher Dauerfreundin Ebba Pedersen bekanntzugeben. Das soll nicht zuletzt das Vermögen von Ebba an die Firma binden. Clemens wiederum begibt sich nach Freilangen, um Andreas die Verlobung schmackhaft zu machen.
Im Städtchen löst Clemens’ Telegramm Panik aus. Andreas und Christa wechseln in aller Eile ihre Zimmer – er zieht wieder ins Studentenwohnheim und sie in seine Theaterwohnung. Am Theater wiederum probt Andreas als Thomas gerade Romeo und Julia, wobei die Julia von der Gastdarstellerin Monika verkörpert wird. Die begegnet Clemens und Andreas in einem Café und bringt ihrem Bühnenpartner sein Textbuch. Als der Vater verwundert reagiert, rettet Andreas die Situation, indem er erzählt, dass am Theater ein ihm ähnlicher Schauspieler engagiert sei. Auch Monika glaubt schließlich an eine Verwechslung von Andreas mit „Thomas Anders“.
Andreas spielt nun ein doppeltes Spiel, zumal sein Vater glaubt, er habe mit Thomas Anders tatsächlich einen unehelichen Sohn in der Kleinstadt – genug potenzielle Mütter aus der wilden Vergangenheit gäbe es schließlich. Nach zahlreichen Verwicklungen erfährt Clemens jedoch die Wahrheit des Doppelspiels und inszeniert ein großes Abendessen, bei dem Andreas und „Thomas“ eingeladen werden und jeder ahnt, dass alles nur Show ist. Schlimmer noch wird es, als am Tag der Premiere von Romeo und Julia in der Zeitung steht, dass Thomas Anders in Wirklichkeit der Sohn des großen Schauspielers Clemens ist. Monika denkt, Andreas habe der Zeitung den Tipp gegeben, um sich beim Publikum einen Vorteil zu verschaffen. Andreas wiederum will nicht auftreten, weil er nun erst Recht die voreingenommene Meinung des Publikums erwartet, hat er doch mitnichten einen Tipp an die Zeitung gegeben. Der Premierenabend kommt und Andreas spielt so schlecht wie nie zuvor. Statt des Theaterdirektors in der Rolle des Paters steht plötzlich sein eigener Vater als Pater vor ihm und rettet den Abend: Er hat Andreas gezeigt, dass er von seinem Doppelspiel weiß und ihm verzeiht und Andreas spielt nun gelöst die Szenen seines Lebens.
Am Ende verzeiht ihm Monika und beide werden ein Paar. Auch für Ebba gibt es ein Happy End, verlobt sie sich doch mit dem Ingenieur bei Andermann-Delt, Joachim Lange. Dieser wiederum ist der uneheliche Sohn von Sebastian Delt und das Geld bleibt so in der Firma.

## Produktion
Regisseur Axel von Ambesser berichtete in der Zeitschrift Filmecho/Filmwoche, mit dem bloßen Auftritt von Fritsch Vater und Sohn in einem Film sei es natürlich nicht getan gewesen. Vielmehr sei es darum gegangen, Parallelen zum Leben und zu den Karrieren der beiden in eine nette, amüsante Handlung einzubauen.
Die Außenaufnahmen wurden in Krems an der Donau und auf Schloss Rosenburg gedreht.
Die Uraufführung des Films fand am 28. August 1964 statt.
Der Film enthält Ausschnitte aus den Willy-Fritsch-Filmen Melodie des Herzens (1929), Die drei von der Tankstelle (1930) und Der Kongreß tanzt (1931).
Der im Film gesungene Schlager Das hab ich von Papa gelernt wurde von Charly Niessen geschrieben und getextet.

## Kritik
Das Lexikon des internationalen Films bezeichnete Das hab ich von Papa gelernt als „auf Willy und Thomas Fritsch zugeschnittene Komödie mit ziemlich abgestandenen Witzen.“ Zu einer überwiegend positiven Einschätzung gelangt der Evangelische Film-Beobachter: „Ein nicht gerade neuer Komödienstoff wurde hier speziell für Fritsch sen. und jun. aufpoliert und bietet ab 14 freundlich-leichte Unterhaltung.“